# Žač
Pour l’article homonyme, voir Zac.
Zallq en albanais et Жач en serbe latin (en serbe cyrillique : Бања) est une localité du Kosovo située dans la commune/municipalité d'Istog/Istok et dans le district de Pejë/Peć. Selon le recensement kosovar de 2011, elle compte 502 habitants.
La localité est également connue sous le nom albanais de Zallç.

## Histoire
Dans le village se trouve un pont de pierre qui remonte au XVIIe siècle ; mentionné par l'Académie serbe des sciences et des arts, il est inscrit sur la liste des monuments culturels du Kosovo.

## Démographie

### Évolution historique de la population dans la localité
| 1948 | 1953 | 1961 | 1971 | 1981 | 1991 | 2011 |
| ---- | ---- | ---- | ---- | ---- | ---- | ---- |
| 542  | 662  | 688  | 785  | 864  | 959  | 502  |

|  |

### Répartition de la population par nationalités (2011)
En 2011, les Albanais représentaient 47,21 % de la population et les Égyptiens 46,41 %.